# São José do Goiabal
São José do Goiabal è un comune del Brasile nello Stato del Minas Gerais, parte della mesoregione Metropolitana di Belo Horizonte e della microregione di Itabira.